# Eva Lagrange
Eva Lagrange (Helmstedt, 17 april 1993) is een in Duitsland geboren Zweedse langebaanschaatsster en wielrenster.
Lagrange werd tussen 2013 en 2018 vijf maal met een gigantische voorsprong kampioene bij het Zweedse allroundkampioenschap. In 2015 won ze ook het Zweedse sprintkampioenschap. Internationaal is ze beduidend minder succesvol. Ze plaatste zich wel voor het Europees allroundkampioenschap van 2015 in Tsjeljabinsk. In het eindklassement eindigde ze daarbij op de achttiende en laatste plaats. Wel reed ze op de 500 meter een persoonlijk record van 42,11. De 500 meter was de enige afstand waarop ze andere deelneemster (Saskia Alusalu uit Estland) wist te kloppen. Hierna studeerde ze af als arts.
In februari 2022 won ze het Zweeds marathonkampioenschap en voor het EK allround 2023 in Hamar plaatste ze zich en schaatste twee persoonlijke records.

## Persoonlijke records
| Afstand    | Tijd    | Datum           | Baan   |
| ---------- | ------- | --------------- | ------ |
| 500 meter  | 41,67   | 7 januari 2023  | Hamar  |
| 1000 meter | 1.22,46 | 21 oktober 2022 | Inzell |
| 1500 meter | 2.04,42 | 8 januari 2023  | Hamar  |
| 3000 meter | 4.17,90 | 14 oktober 2023 | Inzell |
| 5000 meter | 7.29,08 | 7 oktober 2023  | Inzell |

(laatst bijgewerkt: 22 oktober 2023)

## Resultaten
| Jaar | EK allround             |
| ---- | ----------------------- |
| 2015 | NC18 (17e, 18e, 18e, -) |
|      |                         |
| 2023 | NC9 (11e, 9e, 9e, -)    |

() = afstandspositie op seniorentoernooi (500m, 3000m, 1500m, 5000m).